# Burt Rocks
Burt Rocks är en kulle i Antarktis. Den ligger i Östantarktis. Australien gör anspråk på området. Toppen på Burt Rocks är 372 meter över havet.
Terrängen runt Burt Rocks är kuperad västerut, men österut är den platt. Terrängen runt Burt Rocks sluttar norrut. Trakten är glest befolkad. Närmaste befolkade plats är Leningradskaya Station, 13,4 kilometer nordost om Burt Rocks. 